# Per salvare il porcellino
Per salvare il porcellino è un film del 1923 diretto da Toddi.